# احتلوا برلين
احتلوا برلين هي حركة احتجاجية سلمية مناهضة للرأسمالية مطالبة بتأميم وتفكيك البنوك، وتغيير النظام الاقتصادي العالمي الحالي إلى آخر أكثر عدالة ومراعاة لمصالح أكثرية المواطنين ودافعي الضرائب. انطلقت سلسلة الاحتجاجات هذه في برلين ابتداء من 15 أكتوبر 2011 كجزء من احتجاجات عالمية. وبدأ الاحتجاج تضامنا مع احتجاجات احتلوا وول ستريت في نيويورك، الولايات المتحدة. كانت قد تأثرت الاحتجاجات بثورات الربيع العربي بالكيفية وليس بالأهداف حيث أن الثورات العربية رفعت شعار «الشعب يريد إسقاط النظام» في حين تريد حركات «احتلوا» تغيير النظام المالي والاقتصادي العالمي الحالي بآخر أكثر عدلا. كما كانت تلك الاحتجاجات مقسمة وموزعة على مناطق عدة حيث جاب المتظاهرون شوارع وسط المدينة وحاصرت مظاهرة ثانية مقر البرلمان، ومتاهريون حاولوا قطع محطة قطارات فريدريش، بالقرب من بوابة براندبورج التاريخية، للوصول إلي دائرة المستشارية، مقر أنغيلا ميركل، كما حدثت تظاهرات أمام البنك المركزي الأوروبي في فرانكفورت، وحدثت هناك تظاهرات أخرى على مدى أسابيع.
بحلول مارس 2012، أنخرطت حركة احتلوا برلين في المشاركة بتنظيم الاجتماعات، الأحداث، والأنشطة.